# Øksnebjerg (Understed Sogn)
 Der er flere lokaliteter med dette navn, se Øksnebjerg.
Øksnebjerg er en bakketop med en højde på 95 moh., beliggende ca. seks km syd for Frederikshavn med udsigt ud over Læsø Rende til Sæby mod syd, Læsø mod øst, Ålbæk Bugt og Skagen mod nord. Mod vest det bakkede landskab. 